# Península de Ba Làng An
La península de  Ba Làng An (mũi Ba Làng An) es una pequeña península asiática de Vietnam. Está situada en la provincia de Quang Ngai, al noreste de la localidad de Quang Ngai y a 32 km al sur de Chu Lai. La península fue, durante años, una rica región agrícola y productiva que abarcaba aproximadamente 48 kilómetros cuadrados de tierras de cultivo planas y fértiles colinas.
Desde 1963 el Vietcong convirtió la península en una fortaleza. Fue un lugar de importantes acontecimientos militares durante la guerra de Vietnam.